# Sean Eadie
Sean Eadie (Sydney, 15 aprile 1969) è un ex pistard australiano.

## Palmarès

### Olimpiadi
- 1 medaglia:
  - 1 bronzo (Sydney 2000 nella velocità a squadre)

### Mondiali
- 4 medaglie:
  - 1 oro (Copenaghen 2002 nella velocità)
  - 2 argenti (Anversa 2001 nella velocità a squadre; Copenaghen 2002 nella velocità a squadre)
  - 1 bronzo (Perth 1997 nella velocità a squadre)

### Giochi del Commonwealth
- 3 medaglie:
  - 1 oro (Manchester 2002 nella velocità a squadre)
  - 2 argenti (Kuala Lumpur 1998 nella velocità; Manchester 2002 nella velocità)